# Selim Mouzannar
 (février 2024).
L'article doit être relu — et modifié si nécessaire — par des contributeurs indépendants pour apporter un regard critique aux contributions effectuées en violation des conditions d'utilisation de Wikipédia, tant sur la forme (notamment concernant le style encyclopédique, la proportionnalité) que sur le fond (la neutralité de point de vue, la qualité et l'indépendance des sources).
(Politique pour les contributions rémunérées | Comprendre le dépubage | En discuter)
Selim Mouzannar, né le 5 février 1963 à Beyrouth, est un joaillier franco-libanais, fondateur de la Maison Selim Mouzannar, une maison de joaillerieet d'artisanat basée à Beyrouth. Il est également engagé dans des causes civiques et sociales.

## Biographie
Selim Mouzannar grandit dans une famille d'artisans joailliers, actifs dans les souks de Beyrouth, alors réputés pour leur diversité culturelle et commerciale. Il apprend les bases du métier aux côtés de son père, mais quitte le Liban en 1980 en raison de la guerre civile pour poursuivre des études de gemmologie à l'Institut National de Gemmologie Paris, où il obtient un diplôme en minéralogie en 1983 ,. Il compète sa formation par un stage dans le marché du diamant à Anvers, en Belgique.
Dans les années 1980, il travaille pour une société de joaillerie basée en Arabie saoudite en tant que directeur de la production et des achats, avant de s'installer en Thaïlande où il dirige un atelier international. Pendant cette période, il acquiert une connaissance approfondie des pierres pécieuses, notamment lors d'un séjour dans une mine de rubis à la frontière entre la Thaïlande et le Cambodge,,.
De retour à Beyrouth en 1993, Selim Mouzannar fonde la Maison Selim Mouzannar, spécialisée dans la joaillerie artisanale inspirée par le riche héritage culturel de la région. La marque ouvre sa première boutique à Beyrouth en 1998 . Après la guerre de 2006 au Liban, il oriente la stratégie de sa maison vers une expansion internationale en participant à des expositions de renom à travers le monde,.
En 2012, il obtient un certificat de création de joaillerie du ("Gemological Institute of America") (GIA), renforçant ainsi son expertise technique. En 2014, il reçoit un certificat en marketing du luxe de l'Ecole supérieur des affaires de Beyrouth.

## Distinctions

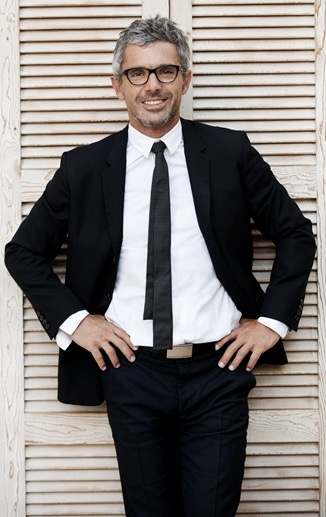
Selim Mouzannar en 2012

En 2010, Selim Mouzannar figure parmi les cinq joailliers-créateurs du Moyen-Orient présentés aux enchères chez Christie's.
En 2011, il est classé parmi les cinq meilleurs joailliers-créateurs de l'année par Elle Style Awards au cours d'une cérémonie à Istanbul.
En 2012, Selim Mouzannar est classé parmi les dix meilleurs designers dans le cadre du Prix des Grands designers du Conseil mondial de l'or
En 2014, il est classé parmi les 30 personnalités libanaises émergentes les plus influentes de l'année au Liban.

## Prix et récompenses
En 2016, Mouzannar remporte la catégorie "Best in Colored Gemstones" du prix Couture Design à Las Vegas pour son collier "Amal". "Amal" (qui signifie espoir en arabe) met en scène 47 émeraudes en cabochons issues de la mine colombienne de Muzo, serties sur des assises hexagonales, ainsi que 8 émeraudes trapiches.

## Engagement citoyen
En tant que membre du comité exécutif d’Achrafieh 2020 – initiative citoyenne visant à réinventer le quartier historique d’Achrafieh de Beyrouth à travers une meilleure prise en compte du bien-être et de l’environnement - et cofondateur  de l’ONG Droit à la non-violence (Right to Nonviolence), basée à Beyrouth, spécialisée dans l’action par le droit et le plaidoyer, Selim Mouzannar a développé son engagement dans la continuité de son métier.
Selim Mouzannar a joué un rôle actif dans la révolution du Cèdre qui, par la non-violence, a poussé les troupes syriennes à se retirer du Liban.
Un portrait paru dans l’édition internationale du New York Times Herald Tribune titrait "La violence en beauté à porter" (Translating violence into wearable beauty) et mettait en exergue l’éclectisme interculturel de la collection de Selim Mouzannar.